# Brooker (Flórida)
Brooker é a única vila localizada no estado americano da Flórida, no condado de Bradford. Foi incorporada em 1952.

## Geografia
De acordo com o United States Census Bureau, a vila tem uma área de 1,4 km², onde todos os 1,4 km² estão cobertos por terra.

### Localidades na vizinhança
O diagrama seguinte representa as localidades num raio de 24 km ao redor de Brooker.

## Demografia
Segundo o censo nacional de 2010, a sua população é de 83 089 habitantes e sua densidade populacional é de 246,2 hab/km². É a localidade menos populosa e a que, em 10 anos, teve a maior redução populacional do condado de Bradford. Possui 154 residências, que resulta em uma densidade de 112,2 residências/km².